# Guy de Toscana
Guy (de asemenea, Guido sau Wido) (d. 929) a fost conte și duce de Lucca și margraf de Toscana de la 915 până la moarte.
Guy a fost fiul lui Adalbert al II-lea, la a cărui moarte a i-a succedat în toate posesiunile. Inițial s-a aflat sub regența mamei sale, Bertha, fiica lui Lothar al II-lea de Lotharingia, regență care s-a încheiat la 916. 
El și-a stabilit curtea la Mantova din jurul anului 920. În 924 sau 925, Guy a devenit al doilea soț al Maroziei, senatrix patricia Romanorum. A avut o fiică, Theodora (sau Bertha) și probabil și alți câțiva copii, despre care nu se cunoaște nimic. Niciunul dintre aceștia nu i-a supraviețuit, astfel că Marca de Toscana a revenit fratelui său, Lambert. 